# Data General Nova

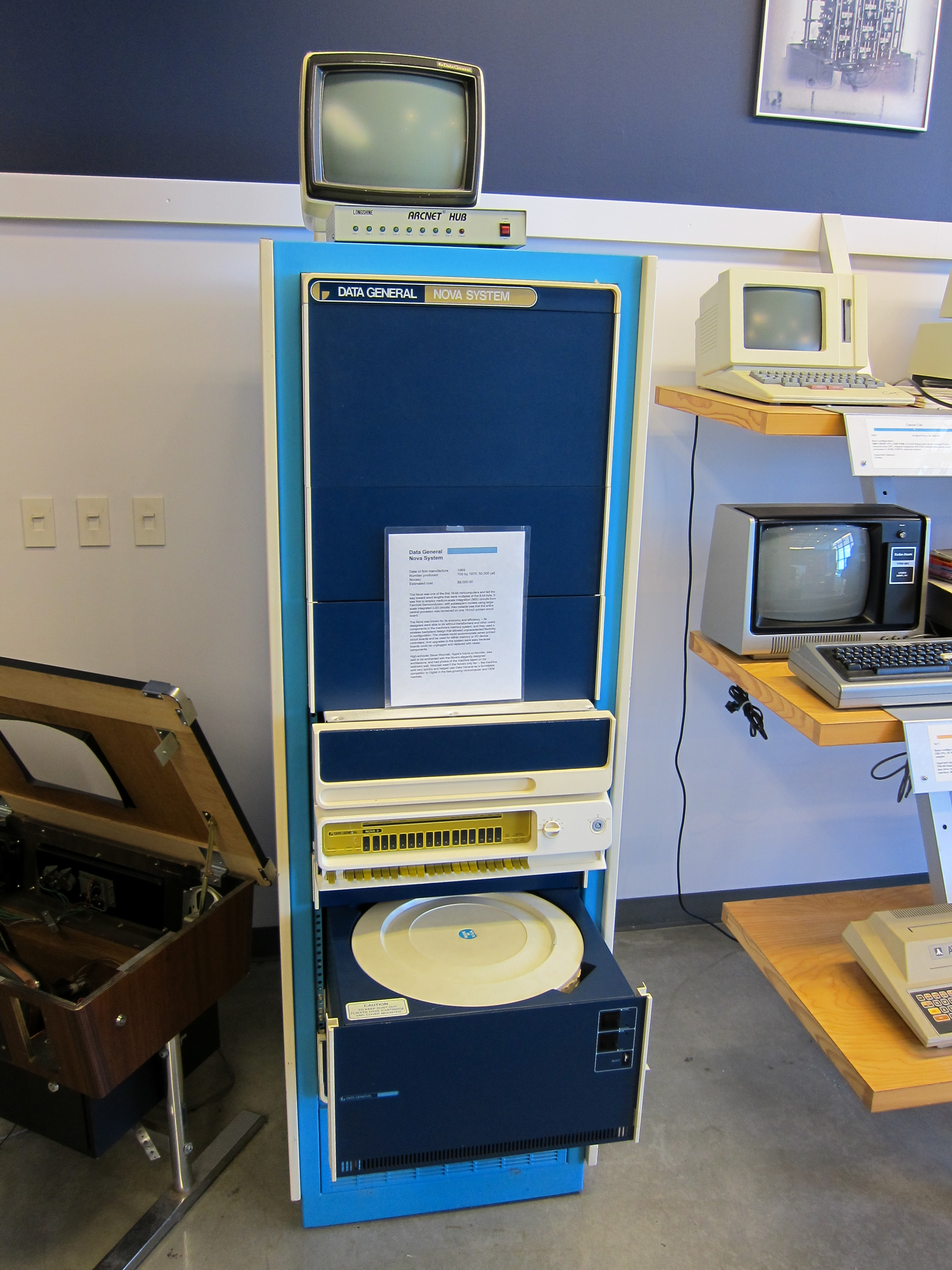
Een Nova (beige en geel in het midden)

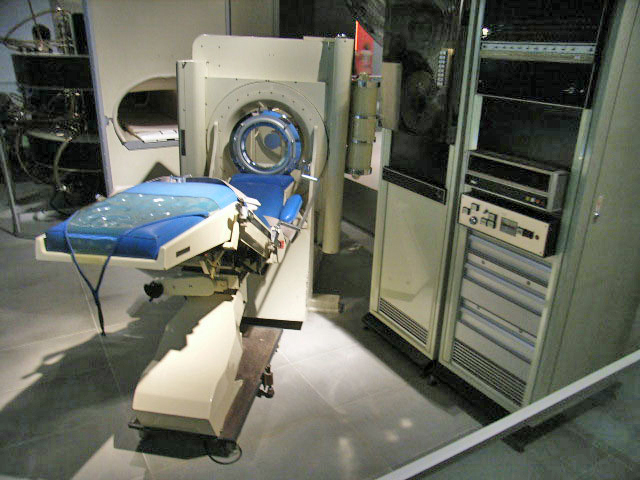
Een Nova 1200 (rechts in het midden) om de beelden te verwerken van de EMI-Scanner, 's werelds eerste commerciële CT scanner.

De Data General Nova is een serie 16-bit minicomputers van het Amerikaanse bedrijf Data General. De Nova-familie was in de jaren zeventig erg populair met tienduizenden verkochte exemplaren gedurende de volledige levensduur.
Het eerste model, simpelweg bekend als "Nova", werd uitgebracht in 1969. De Nova was een 3U-rackmountsysteem en had voldoende rekenkracht om de meeste eenvoudige taken uit te voeren. De Nova werd populair in wetenschappelijke laboratoria over de hele wereld.
De Nova-lijn werd opgevolgd door de Data General Eclipse, die sterk op de Nova leek maar ondersteuning toevoegde voor virtueel geheugen en andere functies die nodig zijn voor moderne besturingssystemen. Een 32-bit upgrade van de Eclipse resulteerde in de Eclipse MV-serie uit de jaren tachtig.

## Geschiedenis
Edson de Castro was de hoofdingenieur van de PDP-8, een baanbrekende 12-bits computer van DEC die algemeen wordt aanzien als de eerste echte minicomputer. Hij leidde ook het ontwerp van de verbeterde PDP-8/I, die voor het eerst geïntegreerde schakelingen gebruikte in plaats van individuele transistors.
Tijdens de ontwikkeling van de PDP-8/I had de Castro fabrikanten van printplaten bezocht die door nieuwe productietechnieken grote complexe printplaten konden assembleren. de Castro concludeerde dat de 8/I gebouwd kon worden met behulp van dergelijke grote printplaten, wat een jaar eerder onmogelijk zou zijn geweest.
In diezelfde periode leidde de introductie van ASCII tot een nieuwe generatie ontwerpen met woordbreedtes die veelvouden van 8 bits waren in plaats van veelvouden van 6 bits, zoals in de meeste eerdere ontwerpen. Dit gaf aanleiding tot nieuwe systemen die werkten met een woordbreedte van 16 bits in plaats van de bestaande 12- en 18-bits systemen van DEC. de Castro was ervan overtuigd dat het mogelijk was om de PDP-8 te verbeteren door een 16-bits minicomputer-CPU te bouwen op één enkele printplaat.
In 1967 begon de Castro een nieuwe architectuur uit te tekenen met de codenaam "PDP-X" die verschillende geavanceerde functies omvatte. Daaronder bevond zich één enkel onderliggend ontwerp dat kon gebruikt worden om 8-, 16- en 32-bits platforms te bouwen. Dit vorderde tot het punt waarop verschillende gedetailleerde architectuurdocumenten werden geproduceerd. Het management van DEC schoof echter zijn ideeën aan de kant en het project werd geannuleerd in het voorjaar van 1968.
Uit onvrede met deze beslissing besloot de Castro om zelf een systeem te ontwerpen dat uiteindelijk zou resulteren in de Nova. Hij kreeg daarbij de hulp van divisiemanager Pat Green, hardware-ingenieur Richard Sogge en software-ingenieur Henry Burkhardt III. In tegenstelling tot de PDP-X concentreerde hun nieuwe inspanning zich op één enkele machine die snel op de markt kon worden gebracht, aangezien de Castro het PDP-X-concept veel te ambitieus vond voor een klein startend bedrijf.
Aanvankelijk leverde dit een ontwerp op van een 8-bits machine die minder duur zou zijn om te implementeren. De groep kwam in contact met Herbert Richman van Fairchild Semiconductor, een bedrijf dat actief was in de snelgroeiende TTL-markt en een aantal 4-bits chips geïntroduceerd had die gebruikt konden worden als binaire tellers en schuifregisters. Het gebruik van deze chips verminderde het totale aantal IC's dat nodig was om een complete ALU te implementeren waardoor de uitbreiding van het 8-bits ontwerp naar 16-bits mogelijk was. Het gebruik van deze IC's maakte het nieuwe systeem aanzienlijk goedkoper om te produceren dan een PDP-8/I, terwijl het krachtiger en bovendien ASCII-gebaseerd was.
Eind 1967 bracht Richman de groep in contact met Fred Adler, die op zoek ging naar investeerders en in 1968 een grote overeenkomst sloot met een consortium van durfkapitalisten. de Castro, Sogge en Burkhard verlieten DEC en richtten op 15 april 1968 Data General op. Green sloot zich niet bij hen aan omdat hij de onderneming te riskant vond. Richman kwam pas aan boord toen het product later dat jaar operationeel was.
Het werk aan het eerste systeem duurde ongeveer negen maanden en de eerste verkoopinspanningen begonnen in november. In december van 1968 werd een werkend exemplaar gedemonstreerd op de Fall Joint Computer Conference met een versie van Spacewar. Data General bracht de Nova officieel op de markt in 1969 en adverteerde het systeem als "de beste kleine computer ter wereld". Een typische configuratie met 8 kW (16 kB) kostte zo'n US$ 8.000, veel goedkoper dan een PDP-8/I van DEC met 4 kW (6 kB) waarvoor ruim US$ 12.000 neergeteld moest worden.
Omdat de Nova geïntroduceerd werd tijdens een periode van snelle vooruitgang in het ontwerp van geïntegreerde schakelingen (de zogenaamde microchips), onderging het systeem in de daaropvolgende vijf jaar verschillende upgrades met de SuperNOVA, de 800 en 1200, de Nova 2, Nova 3 en uiteindelijk de Nova 4.
De Nova was vanaf het begin succesvol: het 100ste exemplaar werd na zes maanden verkocht en het 500ste na 15 maanden. De verkoop versnelde naarmate er nieuwere versies werden geïntroduceerd en in 1975 had het bedrijf een jaaromzet van 100 miljoen dollar.
In 1977 werd een implementatie met één chip geïntroduceerd als de microNOVA, maar deze werd niet op grote schaal gebruikt omdat de markt evolueerde naar nieuwe microprocessorontwerpen. Fairchild Semiconductor bracht in 1977 een microprocessorversie van de Nova uit, de Fairchild 9440, maar ook deze werd slechts op beperkte schaal gebruikt.
Data General bouwde verder op het succes van de Nova met de Eclipse-serie (1974) die een uitgebreide instructieset had (die compatibel was met de Nova) om te concurreren met de DEC PDP-11. De MV-serie (1980) breidde de Eclipse verder uit tot een 32-bits architectuur om te concurreren met de DEC VAX.

## Modellen

### Nova

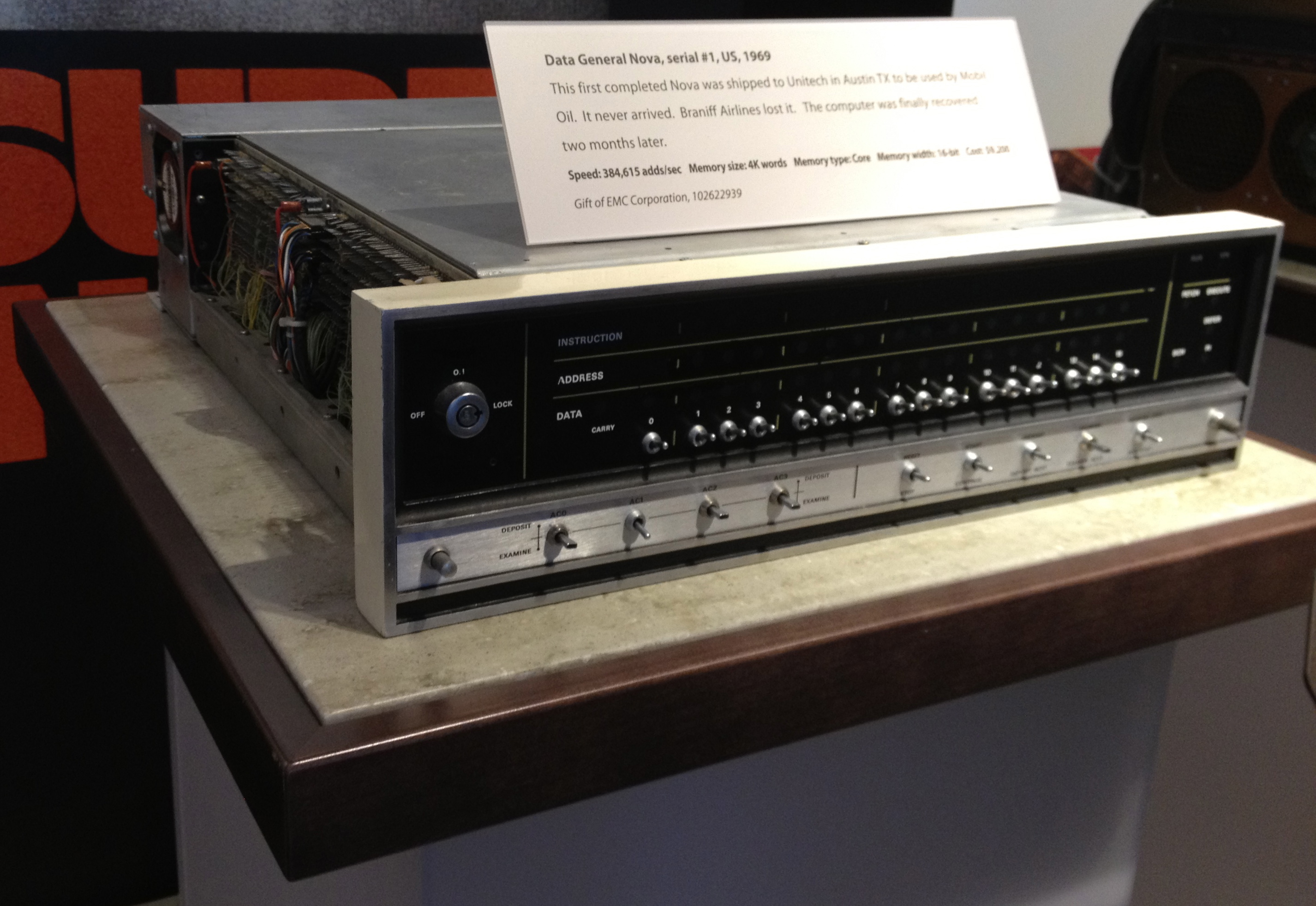
Nova in het Computer History Museum

De Nova werd geïntroduceerd in 1969. De processor gebruikte een eenvoudige load/store-architectuur, een instructiesetarchitectuur die opnieuw zou opduiken in de jaren tachtig bij diverse RISC-processoren. Er waren vier 16-bit accumulatoren, waarvan er twee als indexregister konden gebruikt worden en een 15-bit programmateller. De CPU nam twee printplaten in beslag. Een derde printplaat bevatte de invoer-/uitvoercircuits en een volledig systeem had doorgaans nog een vierde printplaat met 4 kB RAM. Daardoor paste een compleet systeem met vier printplaten in één compact rackmount-chassis.
De printplaten waren zo ontworpen dat ze met elkaar konden verbonden worden via een backplane met minimale handmatige bedrading. Dit zorgde voor een enorme kostenbesparing. Ter vergelijking: een PDP-8/I bestond uit veel "Flip-Chip"-modules, kleine printplaten die allemaal met elkaar moesten verbonden worden op de backplane die zelf bestond uit een ingewikkeld kluwen van bedrading. De constructie met grotere printplaten maakte de Nova betrouwbaarder, wat een groot voordeel opleverde voor gebruik in industriële of laboratoriumomgevingen.
Een basisconfiguratie kostte US$ 3.995 (equivalent aan US$ 33.193 in 2023). Een geheugenuitbreiding van 16 kB RAM bracht de prijs op US$ 7.995.

### SuperNOVA
De SuperNOVA werd in 1970 geïntroduceerd. Terwijl de eerste modellen van de Nova wiskundige bewerkingen serieel in 4-bits pakketten verwerkten, kreeg de SuperNOVA een volledige 16-bit parallelle wiskundige eenheid waardoor wiskundige bewerkingen vier keer sneller konden uitgevoerd worden. Ook werd een nieuw, kleiner ringkerngeheugen gebruikt dat de cyclustijd met 33% verbeterde.
Bovendien was het hele ontwerp gebaseerd op het uitgangspunt dat snellere halfgeleidergeheugens beschikbaar zouden komen en dat het platform daar volledig gebruik van zou kunnen maken. Later datzelfde jaar werd de SuperNOVA SC geïntroduceerd met halfgeleidergeheugen. Dankzij dit geheugen met veel hogere prestaties kon de CPU, die synchroon was met het geheugen, verder in snelheid worden verhoogd om te werken met een cyclustijd van 300 ns (3,3 MHz). Dit maakte het systeem jarenlang de snelst beschikbare minicomputer.

### 1200 en 800

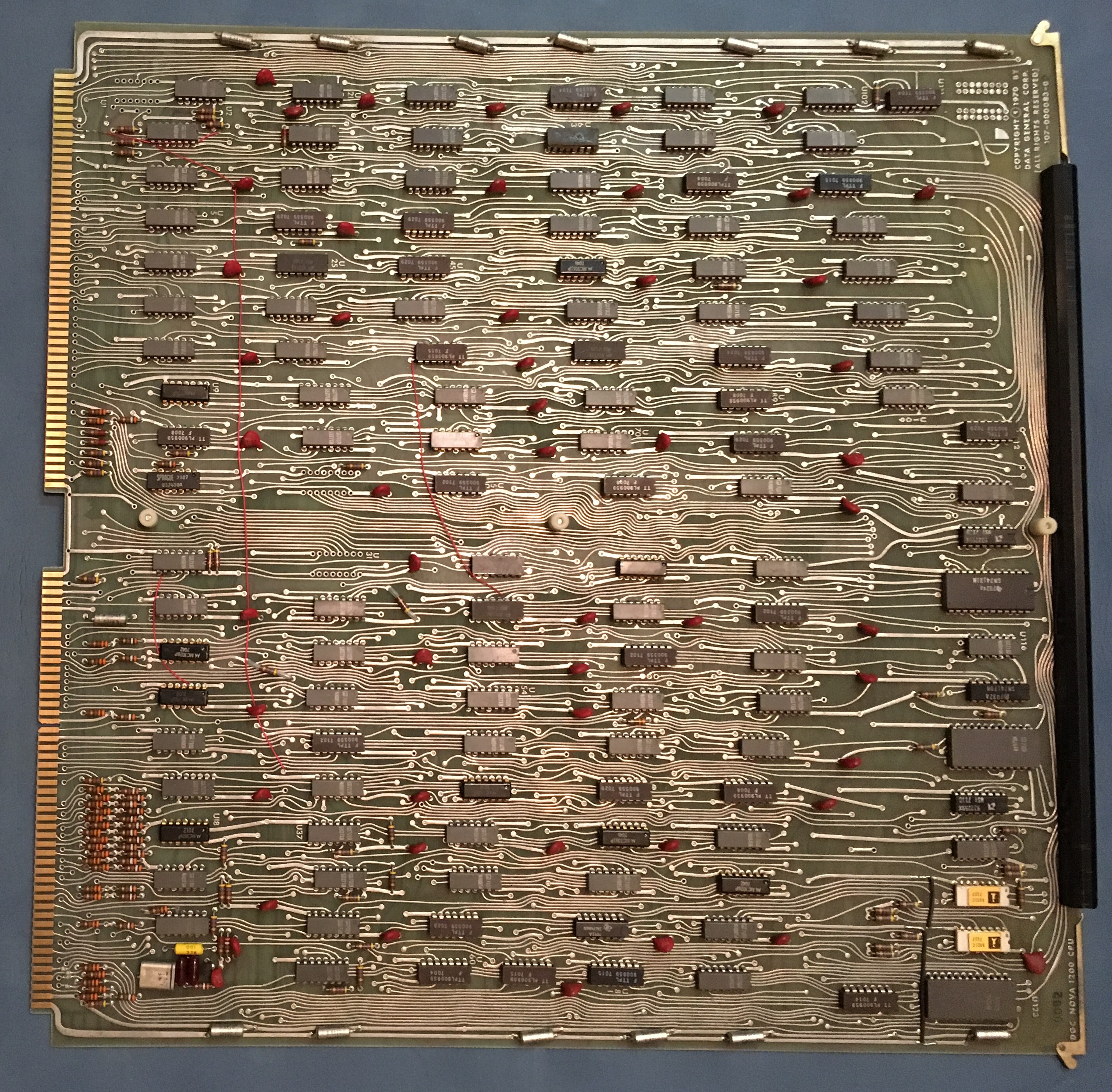
Nova 1200 CPU printplaat

In 1970 kwamen er 4-bit ALU's op de markt bestaande uit één chip die alle gangbare logische functies bevatte. Door gebruik te maken van deze meer geïntegreerde IC's kon Data General het aantal chips verder verminderen en de CPU reduceren tot een enkele printplaat voor de standaard Nova of de SuperNOVA. Daardoor ontstond een nieuw concept waarbij hetzelfde chassis de beide machines zou kunnen huisvesten door simpelweg de CPU-printplaat te verwisselen. Dit zou klanten in staat stellen om een goedkoper systeem aan te schaffen en vervolgens op elk gewenst moment te kunnen upgraden.
Het goedkopere systeem werd in 1970 gelanceerd als de 1200, waarbij de 1200 verwijst naar het gebruik van het oorspronkelijke ringkerngeheugen van 1200 ns van de Nova. Het bevatte een 4-bit ALU gebaseerd op een 74181-chip en was dus in wezen een herverpakte Nova. Het duurdere systeem, een herverpakte SuperNOVA met vier ALU's, werd in 1971 uitgebracht als de 800. Dit resulteerde in een enigszins verwarrende naamgeving waarbij het model met een lager nummer betere prestaties leverde.

### 840

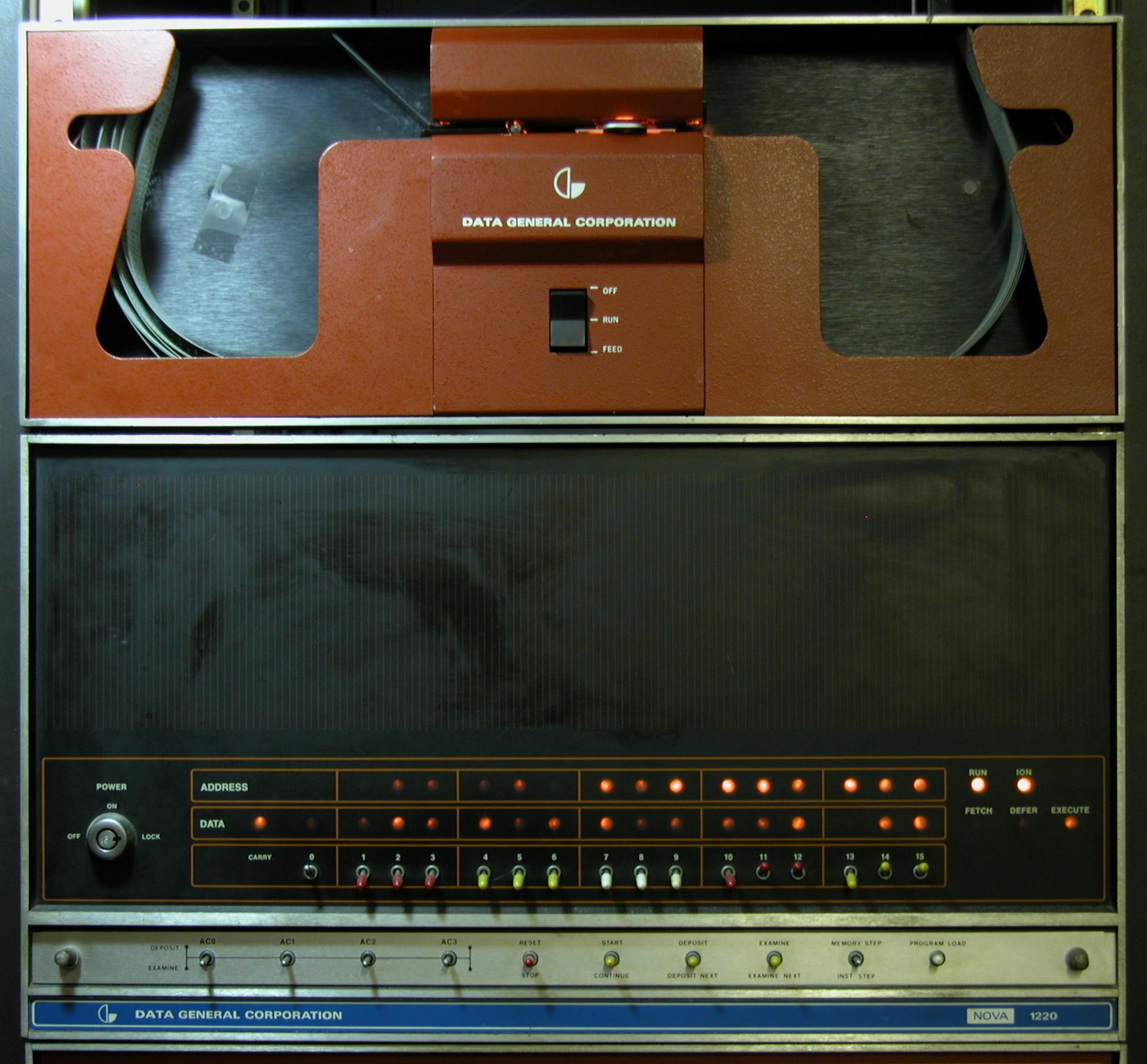
Nova 840 (Het frontpaneel is van een Nova 1220)

De 840, voor het eerst aangeboden in 1973, bevatte een nieuw systeem van geheugenpaginering dat adressen tot 17 bits mogelijk maakte. Een index verplaatste het basisadres naar het grotere geheugen van 128 kW. Het installeren van zoveel geheugen vereiste veel plaats, de 840 werd geleverd in een grote behuizing met 14 slots.

### Nova 2
De volgende versie was de Nova 2, die in 1973 op de markt kwam. De Nova 2 was in wezen een vereenvoudigde versie van de eerdere machines, omdat door de toenemende chipdichtheid de CPU kleiner kon worden gemaakt. Terwijl de SuperNOVA drie grote printplaten gebruikte om de CPU en het geheugen te implementeren, was dit bij de Nova 2 allemaal op één printplaat gemonteerd. Er werd een ROM gebruikt om de opstartcode op te slaan, die vervolgens naar het werkgeheugen werd gekopieerd wanneer de "program load"-schakelaar werd overgehaald. De Nova 2 was beschikbaar in versies met vier, zeven en tien slots.

### Nova 3

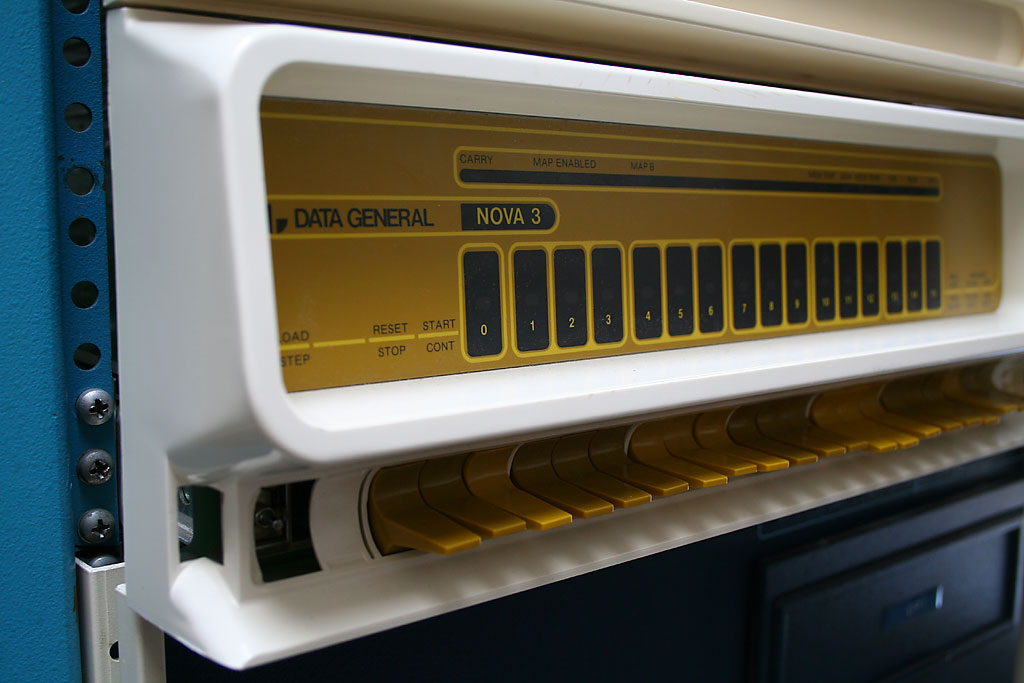
Nova 3

De Nova 3 uit 1975 voegde nog twee registers toe, die werden gebruikt om de toegang tot een ingebouwde stack te controleren. De processor werd ook opnieuw geïmplementeerd met behulp van TTL-componenten, waardoor de prestaties van het systeem verder verbeterden. De Nova 3 werd aangeboden in versies met vier en twaalf slots.

### Nova 4
Naar verluidt was Data General van plan om de Nova-lijn na de Nova 3 volledig te vervangen door de nieuwe Eclipse-machines. De grote marktvraag leidde echter tot een Nova 4-machine, al zouden de aanhoudende productie- en leveringsproblemen met de Eclipse er ook iets mee te maken kunnen gehad hebben.
De Nova 4 werd in 1978 geîntroduceerd en was gebaseerd op vier AMD Am2901 bit-slice ALU's. Deze machine is vanaf het begin ontworpen om zowel de Nova 4 als de Eclipse S/140 te zijn, met voor elk een andere microcode. Er was ook een FPU beschikbaar die een apart slot in beslag nam. Een extra optie maakte memory mapping mogelijk, waardoor programma's toegang kregen tot 128 kW aan geheugen door middel van bankswitching. In tegenstelling tot de eerdere machines had de Nova 4 geen consolepaneel, maar in plaats daarvan een ROM met machinecode waarmee een terminal indien nodig een console kon emuleren.
Er waren drie verschillende versies van de Nova 4: de Nova 4/C, Nova 4/S en Nova 4/X. De Nova 4/C was een implementatie met één printplaat die al het geheugen bevatte (16 of 32 kW). De Nova 4/S en 4/X gebruikten aparte geheugenkaarten. Bij de Nova 4/X was de ingebouwde MMU ingeschakeld, waardoor maximaal 128 kW geheugen gebruikt kon worden. De MMU was ook aanwezig in de Nova 4/S maar werd uitgeschakeld door de firmware. Zowel de 4/S als de 4/X bevatten een "prefetcher" om de prestaties te verbeteren door maximaal 11 instructies uit het geheugen op te halen voordat ze nodig waren.

### MicroNOVA

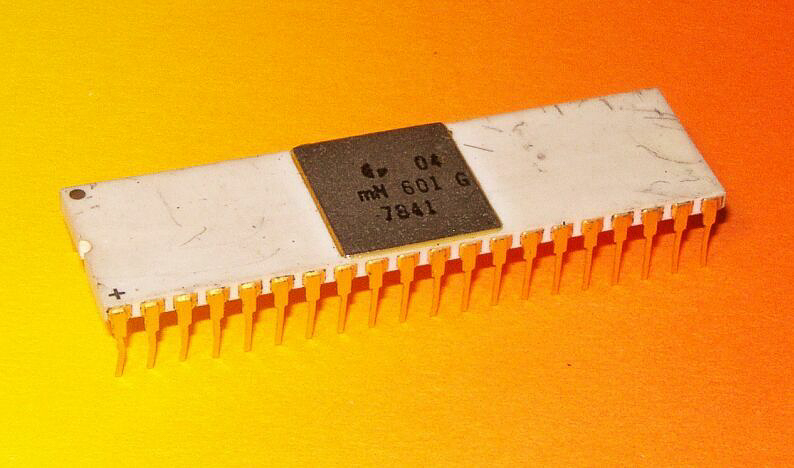
mN601 microprocessor

Eind jaren zeventig was Data General erin geslaagd om de Nova-processor te reduceren tot één chip: de microNOVA. Om het geheel in een 40-pins dual in-line-chip te laten passen, deelden de adresbus en databus een set van 16 pinnen. Dit betekende dat voor het lezen en schrijven naar het geheugen twee cycli nodig waren en dat de MicroNOVA daardoor ongeveer de helft van de snelheid haalde van de originele Nova.
De eerste chip in de serie was de mN601 uit 1977. Deze werd zowel verkocht als CPU voor andere gebruikers, als een complete chipset voor degenen die een computer wilden bouwen, als een complete computer op één bord met 4 kB RAM of als een compleet low-end model van de Nova.
Een verbeterde versie van het ontwerp, de mN602 uit 1979, reduceerde de gehele chipset tot één enkele VLSI-chip. Deze werd aangeboden in twee machines: de microNOVA MP/100 en de grotere microNOVA MP/200.
De microNOVA werd later opnieuw verpakt in een pc-stijl behuizing met een monitor en twee diskettelezers als de Enterprise. De Enterprise werd in 1981 gelanceerd en draaide op RDOS, maar door de introductie van de IBM PC in 1981 verdwenen de meeste andere machines onder de radar.

## Nalatenschap
De Nova beïnvloedde het ontwerp van zowel de Xerox Alto (1973) als de Apple I (1976) en zou de directe inspiratie geweest zijn voor het voorpaneel van de Altair 8080 (1975) microcomputer. De Nova-architectuur vormde eveneens de basis voor de CGP (Computervision Graphics Processor)-computerserie van Computervision.